# Ozodicera pectinata
Ozodicera pectinata är en tvåvingeart som först beskrevs av Christian Rudolph Wilhelm Wiedemann 1828.  Ozodicera pectinata ingår i släktet Ozodicera och familjen storharkrankar.
Artens utbredningsområde är Guyana. Inga underarter finns listade i Catalogue of Life.